# Carrière de sculptures gallo-romaines
La carrière de sculptures gallo-romaines est un site archéologique situé sur le territoire de la commune de Saint-Boil dans le département français de Saône-et-Loire et la région Bourgogne-Franche-Comté.

## Historique
Elle fait l'objet d'un classement au titre des monuments historiques depuis le 6 novembre 1973.